# Boutigny-Prouais
Boutigny-Prouais é uma comuna francesa na região administrativa do Centro, no departamento Eure-et-Loir. Estende-se por uma área de 32,15 km². Em 2010 a comuna tinha 1 768 habitantes (densidade: 55 hab./km²).